# Патологія

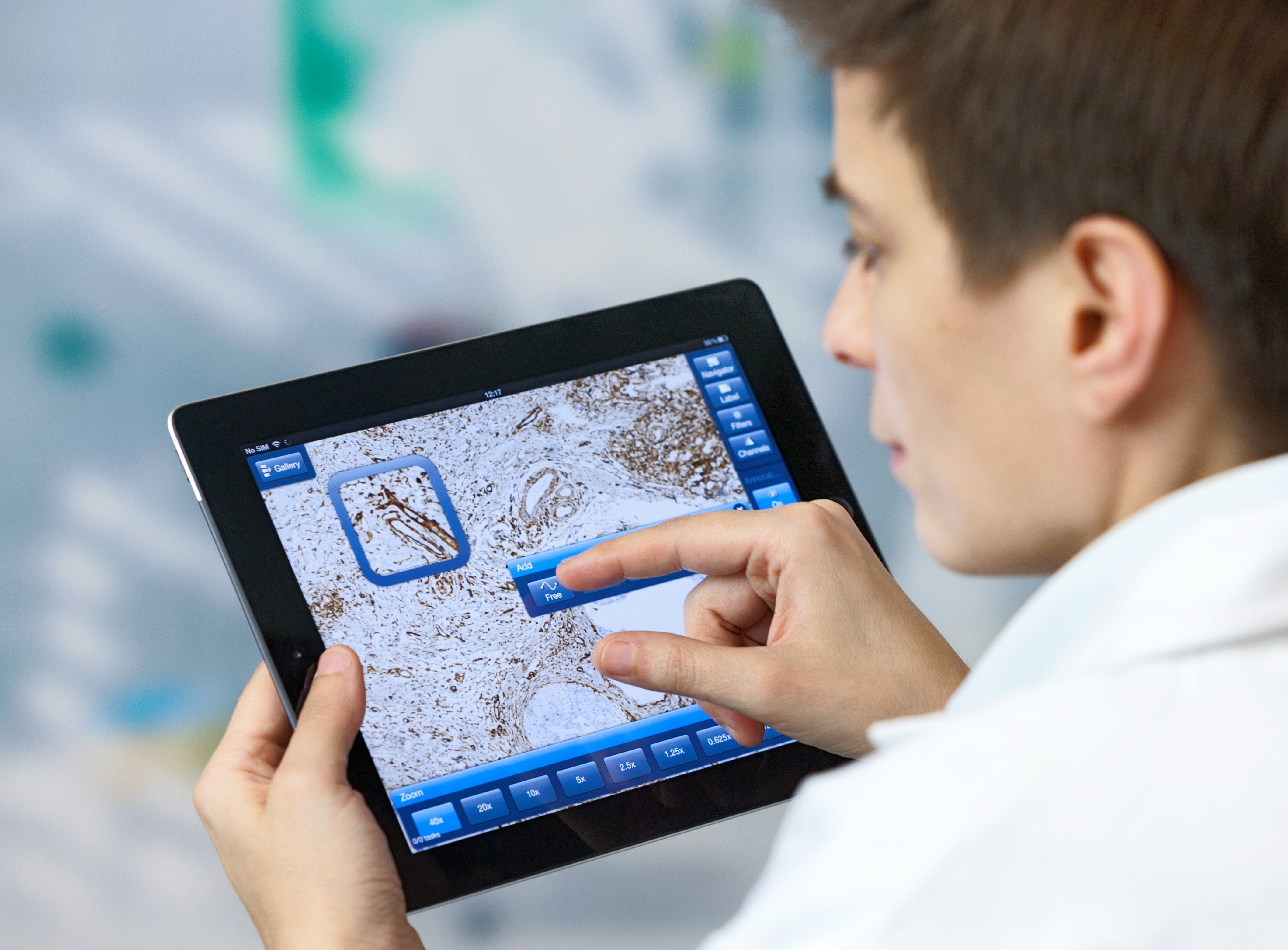
Патологія

Патоло́гія (грец. παθός — страждання; та грец. λόγος — вчення) — наука про структурні, біохімічні та функціональні зміни в клітинах, тканинах та органах, спричинені хворобою.
В основі патологічної науки закладені чотири основні аспекти патологічного процесу:
1. його причина (етіологія)
2. біохімічні та молекулярні механізми розвитку (патогенез)
3. структурні зміни в клітинах і органах організму (морфологічні зміни)
4. функціональна послідовність морфологічних змін (клінічний прояв).

## Історія
Термін використовувався з давніх часів та відображав суб'єктивні переживання (відчуття) людини, що зносила будь-які страждання.
У XVI — поч. XIX ст. відбувалося накопичення анатомічних та фізіологічних відомостей та тривали клініко-анатомічні кореляції. З медичного знання першою відокремилася патологічна анатомія, а в середині XIX ст. народилася експериментальна патологія, тоді патологія стала спеціальністю багатьох лікарів, морфологів, біологів та хіміків.
Перші наукові товариства патологів були організовані у Нью-Йорку (1844) та Лондоні (1846). У 1909 створене Товариство патологів у Петербурзі. Російське товариство патологів засноване у 1922; 1-й Всеросійський з'їзд патологів відбувся в 1923 у Петрограді, 1-й Всесоюзний з'їзд — у Києві в 1927.
Основні міжнародні організації патологів:
- Міжнародний союз патологів та клінічних лаборантів (з 1947),
- Міжнародна рада товариств патологів (з 1950),
- Міжнародна академія Патології (з 1955),
- Європейське товариство Патології (з 1954);

з 1948 вони проводять міжнародні конгреси патологів.
Найстаріший журнал з проблем патології — «Virchov's Archiv fur pathologische Anatomie und Physiologie und für klinische Medizin» (з 1847). У СРСР основні періодичні видання, що освітлювали проблеми патології: «Архив патології» (з 1935), «Патологічна фізіологія та експериментальна терапія» (з 1957), «Бюлетень експериментальної біології та медицини» (з 1936).

## Предмет вивчення
Патологія має зв'язок з іншими науками, з яких формувалася медицина: анатомією, фізіологією, ембріологією, біохімією, мікробіологією, імунологією і т. д. Вона синтезує та звіряє дані, отримані з цих дисциплін, із клінічною практикою. Науки також мають спільні методи досліджень, що доповнюють одне одного.
Найважливіші проблеми сучасної патології:
- загальне вчення про хвороби;
- реактивність організму;
- патологія проникності біологічних мембран та мікроциркуляції;
- механізми порушення та відновлення життєво важливих функцій;
- механізми адаптації та ін.

Перспективи успішного вивчення цих проблем пов'язані з високим методичним та технічним рівнем досліджень (зіставлення даних експерименту з патоморфологічними та клінічними даними, застосування методів гісто- та цитохімії, електронної мікроскопії, рентгеноструктурного аналізу, ауторадіографії, спеціальних видів мікрофотографії та кінознімання — надшвідкісної, сповільненої, лазерної техніки та ін.), що дозволяє вивчати початкові стадії, ультраструктуру та генетичні основи патологічних процесів та сприяє розвитку нового розділу — молекулярної патології.

## Психічна патологія
Ознаками психічної патології є:
- відхилення від норми (тобто людина сильно відрізняється від інших людей, схильна до крайнощів, незвичайна, мабуть, навіть дивна);
- постійні душевні страждання (неприємні і гнітючі для самої людини);
- психічна дисфункція, яка заважає людині належним чином виконувати свої повсякденні обов'язки;
- у деяких випадках, — небезпека, яку людина несе для оточення.